# Pásztorok, pásztorok örvendezve
A Pásztorok, pásztorok örvendezve kezdetű egyházi népének a Zsasskovszky–Tárkányi énekeskönyvben jelent meg. A szöveget Tárkányi Béla írta, a dallam a Zsasskovszky testvérek (Endre és Ferenc) szerzeménye vagy gyűjtése.
Feldolgozás:
| Szerző        | Mire                 | Mű                                  |
| ------------- | -------------------- | ----------------------------------- |
| Ludvig József | ének, gitárakkordok  | Mennyből az angyal, 3. és 20. oldal |
| Soós András   | gyermek vonószenekar | Karácsonyi muzsika, 17. oldal       |

## Kotta és dallam
| Pásztorok, pásztorok örvendezve sietnek Jézushoz Betlehembe. köszöntést mondanak a kisdednek, ki váltságot hozott az embernek.         | Angyalok szózata minket is hív, értse meg ezt tehát minden hű szív: a kisded Jézuskát mi is áldjuk, mint a hív pásztorok magasztaljuk. |
| Üdvöz légy, kis Jézus, reménységünk, aki a váltságot hoztad nékünk. Meghoztad az igaz hit világát, megnyitod Szentatyád mennyországát. | Dicsőség, imádás az Atyának, érettünk született szent Fiának, és a vigasztaló Szentléleknek: Szentháromságban az egy Istennek!         |

## Felvételek
- Pásztorok, pásztorok. ovitévé (2012. szeptember 4.)  (Hozzáférés: 2016. december 8.) (audió)
- Pásztorok, pásztorok... YouTube (2012. december 23.)  (Hozzáférés: 2016. december 8.) (audió)
- Pásztorok Pásztorok Örvendezve. YouTube (2015. december 24.)  (Hozzáférés: 2016. december 8.) (audió)
- Pásztorok,pásztorok. YouTube (2012. december 19.)  (Hozzáférés: 2016. december 8.) (audió)
- Pásztorok, pásztorok, örvendezve. YouTube (2015. december 26.)  (Hozzáférés: 2016. december 8.) (audió)